# بیماری‌های ایسکمیک قلب
بیماری‌های ایسکمیک قلب یا (به انگلیسی: ischemic heart disease (IHD)) بیماری‌هایی هستند که ناشی از کاهش خونرسانی به عضله قلب (میوکارد) و ایسکمی آن می‌باشند. این بیماری‌ها اغلب ناشی از انسداد عروق کرونر مثلاً در اثر آترواسکلروزیس می‌باشند
بسته به محل و میزان انسداد عروق انواع بیماری‌های ایسکمیک قلب آنژین صدری، آنژین پرینزمتال و سکته قلبی هستند. تشخیص این بیماری‌ها با معاینه، شرح حال، انجام نوار قلب و آزمایش‌های خونی (ایزوآنزیم‌های قلبی) می‌باشد. شرایطی مانند پرفشاری خون، دیابت، چربی خون بالا، مصرف دخانیات، سابقه ارثی، تنش بالا مستعدکننده این بیماری‌ها هستند.